# Miquel Pujadó i García
Miquel Pujadó i García (Madrid, 20 de setembre de 1959) és un cantautor, escriptor i filòleg en actiu des de 1976: estudiós de la cançó d'autor com a gènere, ha escrit articles i ressenyes en diferents mitjans i té publicats un Diccionari de la Cançó i més d'una dotzena de discs, tres dels quals només d'adaptacions al català de l'obra de Georges Brassens, de la qual també és un gran coneixedor.
| «                                         | Les cançons de Miquel Pujadó es reclamen de la manera de fer d'autors i cantants de tradició francesa. Són les seues lletres de lèxic ric, variat, arrapades a la parla quotidiana, que no defugen la frase feta, col·loquial, presentant-la com a tal. Al mateix temps la correcció lingüística de Pujadó no és gens freqüent en aquest camp. | » |
| — Raimon, pròleg a El mot i qui el vetlla | |   |

## Biografia
Nascut circumstancialment a la capital d'Espanya, Madrid, el 20 de setembre de 1959, de pare madrileny i mare terrassenca, Miquel Pujadó viu a Terrassa des dels quatre anys; als quinze va començar a compondre cançons i a cantar-les en públic, en una època difícil per a la Nova Cançó, durant la transició democràtica espanyola i abans de l'eclosió del rock català. L'any 1982 es va llicenciar en filologia i va publicar el seu primer disc en vinil, El temps dels fanals en flor, el qual comprèn el seu repertori en directe d'ençà 1979.

### Crisàlide
Entre el segon disc (Calaix de sastre, 1984) i el tercer (Papiroflèxia, 1986), Pujadó va començar a rodar per tot Catalunya i altres llocs com Saragossa i Madrid i a escriure articles sobre la cançó d'autor, entre d'altres, en la secció A puntades de veu de Serra d'Or, que encara es publica; també participava en altres publicacions com l'Avui, Chorus, Cultura, Diari de Terrassa (encarregat dels mots encreuats) o Revisa Musical Catalana mitjans com la televisió en la Cadena 13 (amb un programa sobre la cançó a nivell internacional), Fes Flash, Taula de so i, en 1987, va escriure els guions de La ràdio modulada en Ràdio 4, cançons d'altres artistes com La Salseta del Poble Sec o Maria Josep Villarroya i va fer aparicions en els programes Música Vista de Televisió Espanyola i Te o cafè de TV3: allí va presentar, en l'Àngel Casas Show, el seu quart disc, Mel i vinagre (1988), guardonat amb el Premi al Disc Català de l'Any de Ràdio 4 per les millors lletres. Encara el mateix any va actuar en Euskal Telebista, París i l'Alguer i va participar en el disc recopilatori Tocats de Nadal (guanyador d'un Èxit d'Or) amb la cançó inèdita País de pas, alhora que començava la carrera de traductor amb la Tipologia del malparit de Jean-Pierre Chopin.

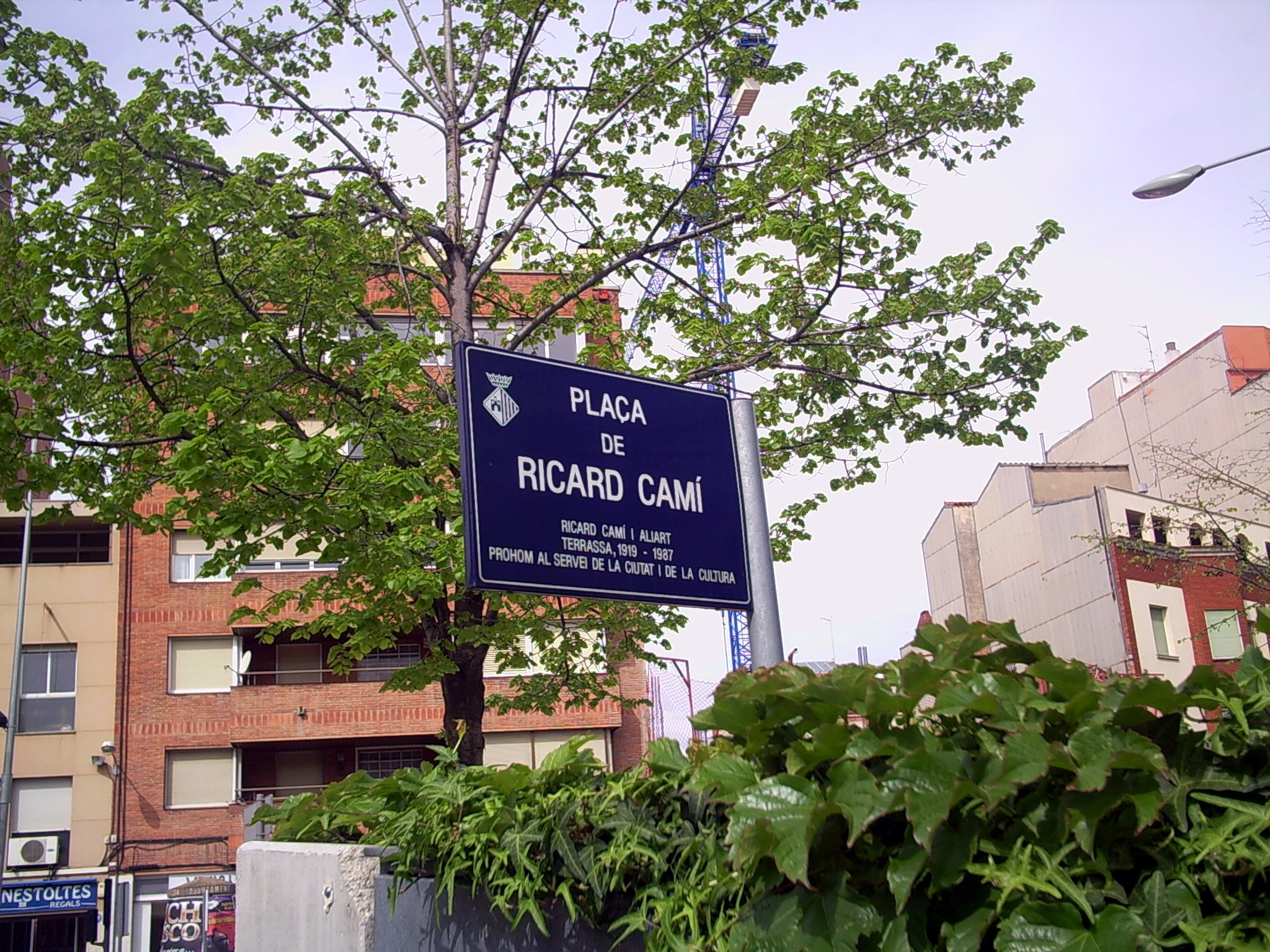
A Terrassa hi ha una plaça és un dels seus temes més coneguts

L'any 1989, la ciutat de Terrassa el va fer Capgròs de l'Any: el capgròs amb l'efígie de Pujadó apareix en la coberta del seu disc Ambaixador d'enlloc, publicat l'any 1990 i amb arranjaments del pianista Manel Camp; l'any següent, Raimon li va escriure el pròleg de l'antologia de texts comentats El mot i qui el vetlla, publicat per Columna. En 1992 va publicar el seu primer disc compacte, Temps avall, que inclou totes les cançons d''Ambaixador d'enlloc i una selecció de les anteriors, entre les quals País de pas; aquell any, a més d'actuar al Teatro Lirico de Milà, en un especial de la RAI2 i començava a destacar com el principal adaptador de Georges Brassens al català: el seu primer disc monogràfic consagrat a Brassens, La mala herba, li va reportar noves actuacions a Madrid i -cinc dies seguits- al Théâtre de la Mainate de París; el següent, Els companys primer, el va rodar durant 1993 a 1994 per llocs com Dénia, València, el Palau de Congressos de Perpinyà, Palma Ripoll i al Llenguadoc (a Tolosa i a Seta, el lloc de naixement de Brassens), a banda el ressò del seu treball d'adaptador en la Francofonia (França, Suïssa, Luxemburg o el Quebec): fins i tot la TVE li va dedicar un programa especial de mitja hora de durada.

### Sediments
El següent lliurament de temes propis, Brasa de Fènix, es va presentar l'any 1995 a llocs com la sala L'Espai de Barcelona, l'Auditori Pau Casals del Vendrell, La Cuarta Pared de Madrid, la Terrassa natal, el Mercat de Música Viva de Vic, Igualada o París; a l'any següent, alhora que seguia oferint recitals, va escriure i adaptar les lletres del disc Estic content que rutlli de La Salseta del Poble Sec i va ser objecte d'un especial d'una hora del programa De prop de la TV3; encara en 1996 va estrenar un espectacle monogràfic sobre Brassens titulat Fum de pipa i pèl de gat, que va oferir a Barcelona i Manresa però també a Pau i París. Encara el mateix any va guanyar el Premi Agustí Bartra de poesia.
En 1997 va publicar el Núvols i clarianes, amb el qual va guanyar el premi al Disc Català de l'Any de Ràdio 4 pels texts de les cançons (entre les quals Els feies nosa, dedicada a l'Ovidi Montllor, desaparegut dos anys abans): nogensmenys, també va escriure lletres per al disc Quan l'amor és tan gran de Dyango o en va adaptar de les cançons del programa de TV3 Bojos pel ball. Durant el mateix any i el següent va seguir fent concerts (un dels quals es va emetre per Televisió de Catalunya en un especial d'una hora) al país (a Capellades i al festival Notes de Mallorca) o a l'estranger (Bulle, Luxemburg o Sarrebrück): aquell 1998 va col·laborar com a lletrista en el disc Eròtic-Giust del Casellas Sextet Folk.

### Frontissa
L'any 1998, a banda de fer més recitals al Teatre Malic de Barcelona, Artigues, Alcoi, Lluc o París (al Trianon Palace amb Michel Legrand, Paco Ibáñez i altres), signar noves adaptacions de Brassens i Léo Ferré pel disc Íntim de Guillermina Motta i publicar el seu Somriures que mosseguen, es va doctorar en filologia romànica amb una tesi sobre la cançó d'autor francòfona i catalana: part del seu treball d'anàlisi apareix publicat l'any 2000 com a Diccionari de la Cançó, un patracol d'estil enciclopèdic que ressenya tots els artistes, que, des «d'Els Setze Jutges al Rock Català» han cantat en la llengua comuna. Encara durant aquell any, el programa De prop va enregistrar un concert seu a L'Espai, un més d'una ronda que va passar per Girona, Sant Cugat, Montpeller, Eivissa o Ripollet.
Arribat el nou segle, l'any 2001 Pujadó va ser guardonat amb el IX Premi de Música Francesc Pujols, va escriure nous temes per a Dyango -ara en castellà- i va actuar a Bédarieux, Vaison-la-Romaine, Ricaldone, de nou al Molière de Seta, al Zénith montpellerí i també a Bilbao (amb Anje Duhalde), Mungia o Menorca; el següent disc, Estabilitat precària, el va presentar durant l'any 2002 al BarnaSants, el Palau de la Música Catalana (en l'homenatge a Salvador Escamilla), el Centre Artesà Tradicionàrius (de nou amb el Duhalde), La Sedeta, Molins de Rei, Almussafes, Cocentaina, Banyuls, Santa Coloma, Ontinyent, Alacant, Vauvert, Elx o Terrassa (amb Georges Moustaki); també va impartir alguns recitals divulgatius sobre la Chanson a Vigo, Santiago de Compostel·la, la Corunya i Barcelona.
En 2003 va publicar un nou recull d'adaptacions de Brassens, El temps no té cap importància, presentat en maig d'aquell any al Teatre Tantarantana barceloní i, en acabant, a París, Palma, València, Donosti, Reus, les Borges Blanques, Vilafranca, el Festival Chansons de Parole de Barjac, la Festa Major de Gràcia, Tarragona o Bellpuig, va musicar El gall canta per tots dos, un llibre pòstum d'Agustí Bartra i també va ser protagonista d'un Mix d'avui en la TVE. La cançó Malgrat tot, la vida va guanyar el Premi Cerverí a la millor lletra de cançó inèdita i, la nit de Santa Llúcia, Un príncep massa encantat i altres personatges amb problemes es va endur el Premi Lola Anglada de literatura juvenil i va ser publicat, a l'any següent, per La Magrana.
Aquell 2004, Pujadó va començar a dirigir i presentar sengles programes radiofònics en l'Ona Música (La senyora Cançó) i Catalunya Cultura (Del llibre a l'orella, trenta programes d'una hora de poesia catalana musicada), a més de guionitzar-ne altres com Obre't d'orelles, Afectes molt especials i Segons la lluna (amb la Guillermotta) en Catalunya Ràdio; també va estrenar una cançó inèdita en Els matins de TVC de Josep Cuní i, a banda d'enregistrar noves versions de cançons pròpies en el disc Entre la veu i els dits, acompanyat només pel piano de Conrad Setó, va seguir col·laborant amb altres artistes com Dyango, Mesclat i La Principal de la Nit i va fer recitals a Màlaga, Lleó, Besiers, Valladolid, Santander, Vic, Copenhaguen i, ja entrats en 2005, l'Ametlla del Vallès, Arbúcies, Praga o el Festival Muratalents a França. El mes de novembre va estrenar La sínia i l'estrella, una suite sobre l'obra de Bartra, que es va publicar en 2006: el mateix any, a més de realitzar més d'una vintena de tallers sobre cançó i poesia en instituts de secundària o impartir cursets en la SGAE i el Col·legi de Doctors i Llicenciats, va oferir nous recitals a Utiel, Valldoreix, Guadix, Rià, Hellín, Vitòria, Brussel·les, Xixón o Andorra (a més de recitals als llocs per on passaven els Bibliobús promogut per la Diputació de Barcelona), va traduir algunes cançons de Boris Vian per a un espectacle d'Agustí Humet.
L'any 2007 va publicar una altra novel·la juvenil: L'okupa de cervells. Quant a la música, a més de fer més tallers pels instituts de Catalunya i cantar a Motril, Loja o al Teatre Bartrina de Reus, Pujadó va estrenar dos nous espectacles: un concert sobre la cançó ibèrica, Las voces de Sefarad, i el 17 de setembre un recital musicat d'obra de Bartra dirigit per Carles Canut i protagonitzat per Rosa Cadafalch, Pep Minguell, Àngels Poch i Lluís Soler, al Teatre Romea. Aquell any en va fer vint-i-cinc de la publicació del primer disc, El temps dels fanals en flor; per l'ocasió, Discmedi va adquirir els drets de la discografia del de Terrassa per reeditar-la inversament en lliuraments dobles amb el títol d'Integral oberta: el primer volum, Frontissa, inclou els dos discs d'obra pròpia més recents, a cavall entre els segles XX i XXI i en 2008 es van publicar Sediments (amb els discs del 95 i el 97) i Crisàlide, que inclou quatre dels seus primers vinils en dos compactes; el mateix any va fer un recital anomenat La cançó i la mort en commemoració del centenari de la mútua Previsió Terrassenca i va participar en el Festival Cervantino de Guanajato amb el seu espectacle sobre Bartra.

## Obra

### Discografia
| any  | títol                                        | segell            | comentaris                                                                     |
| ---- | -------------------------------------------- | ----------------- | ------------------------------------------------------------------------------ |
| 1982 | El temps dels fanals en flor                 | Cúspide           | amb la cançó homònima i la Balada de les cinc llunes                           |
| 1984 | Calaix de sastre                             | Blau              | amb A Terrassa hi ha una plaça i L'àngel i l'escombriaire (amb Ovidi Montllor) |
| 1986 | Papiroflèxia                                 | Blau              | amb Una tarda al bar Pastís i Els corsaris de la nit                           |
| 1988 | Mel i vinagre                                | Picap             | amb Un peix de terra endins                                                    |
| 1990 | Ambaixador d'enlloc                          | Picap             | amb la cançó homònima, Apologia del tacte i Les places de Gràcia               |
| 1992 | Temps avall                                  | Picap             | recopilatori en CD dels discs anteriors que també inclou País de pas           |
| 1992 | La mala herba                                | Tecnosaga         | versions de Brassens, entre les quals Bancs públics i Hecatombe                |
| 1993 | Els companys primer                          | Uràntia           | disc col·lectiu de cançons de Brassens adaptades per Pujadó                    |
| 1995 | Brasa de fènix                               | Uràntia           | amb Pedra foguera, Les marees del temps i Carpe diem                           |
| 1997 | Núvols i clarianes                           | Columna Música    | amb la cançó homònima, Indocència i Els feies nosa (Ovidi)                     |
| 1999 | Somriures que mosseguen                      | Columna Música    | amb La senyora cançó i Dins el ventre dels estats                              |
| 2002 | Estabilitat precària                         | Columna Música    | amb Vagis on vagis, Pels intestins de la ciutat i La reina dels blaus          |
| 2003 | El temps no té cap importància               | Columna Música    | versions de Brassens, entre les quals Puta de tu i El rei dels cretins         |
| 2004 | Entre la veu i els dits                      | Columna Música    | revisions de cançons anteriors amb Conrad Setó al piano                        |
| 2006 | La sínia i l'estrella: suite d'Agustí Bartra | Columna Música    | poemes musicats d'Agustí Bartra i una versió de Léo Ferré, Els poetes          |
| 2022 | De foc i de vellut                           | Segell Microscopi | Amb un versió de Romain Didier, Com una cançó de Jacques Brel                  |

 A Contraveu (2010)
Maragall, parula viva (2011)
Brassens, llum i ombra (2013)
Poemes de capçalera (2016)
35 Anys (2018)
A més de la discografia pròpia i les col·laboracions adés esmentades amb Maria Josep Villaroya, La Salseta del Poble Sec i Dyango o altres amb Lídya Casaprima (...canta Edith Piaf, 2000), Xavier Ribalta (...canta Léo Ferré, 2001), Titot (Guillem de Berguedà, 2003), Mesclat (Manilla, 2004) i Marcel Casellas i la Principal de la Nit, Pujadó ha participat en gravacions d'altres com Anton Abad (Cap problema, 1995) i l'han versionat el valencià Paco Muñoz (Sóc un peix de terra endins), Manel Camp i els Blues de Picolat (La reina dels blaus).

### Integral oberta
| any  | títol     | segell   | contingut                                                                                       |
| ---- | --------- | -------- | ----------------------------------------------------------------------------------------------- |
| 2007 | Frontissa | Discmedi | Somriures que mosseguen (1999) i Estabilitat precària (2002)                                    |
| 2008 | Sediments | Discmedi | Brasa de fènix (1995) i Núvols i clarianes (1997)                                               |
| 2008 | Crisàlide | Discmedi | Calaix de sastre (1984), Papiroflèxia (1986), Mel i vinagre (1988) i Ambaixador d'enlloc (1990) |

Els dos primers volums es complementen amb les versions a piano del disc Entre la veu i els dits, amb la qual cosa només queden per antologar El temps dels fanals en flor, els tres discs monogràfics de Brassens i el dedicat a Agustí Bartra.